# Rahhala
Rahhala (àrab: رحالة, Raḥḥāla; amazic estàndard marroquí: ⵕⵃⵃⴰⵍⴰ, Ṛḥḥala) és una comuna rural de la província de Chichaoua, a la regió de Marràqueix-Safi, al Marroc. Segons el cens de 2014 tenia una població total de 5.691 persones.